# Martina Müller
Martina Muller (tysk:  Martina Müller) (født 11. oktober 1982 i Hannover) er en kvindelig tennisspiller fra Tyskland. Martina Muller startede sin karriere i 1998. 
2. april 2007 opnåede Martina Muller sin højeste WTA single rangering på verdensranglisten som nummer 33. 